# APUD-клітина

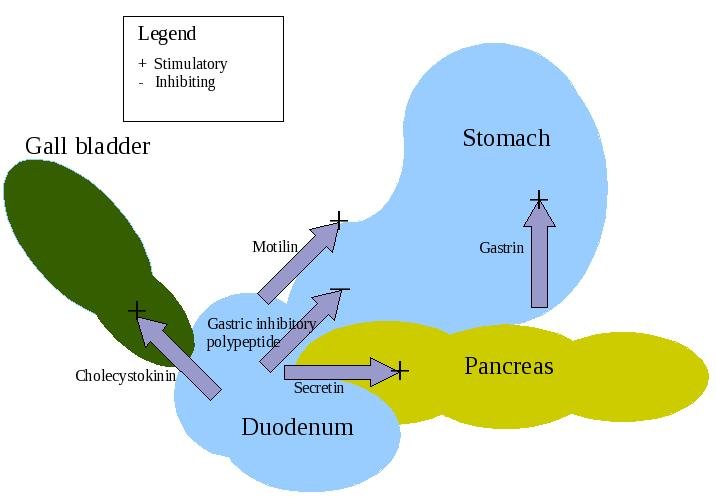
Дія основних травних гормонів, що секретуються APUD-клітинами

APUD-клітини (DNES-клітини) являють собою групу, здавалося б, не пов'язаних між собою ендокринних клітин, які були виокремлені вченим Пірсом (A.G.E. Pearse), який розробив концепцію APUD у 1960-х роках вивчаючи парафолікулярні C-клітини щитоподібної залози собак, що секретують кальцитонін. Всі такі клітини мають спільну функцію — секретують низькомолекулярний поліпептидний гормон. Існує кілька різних типів клітин, які секретують гормони секретин, холецистокінін та кілька інших. Назва походить від абревіатури, що означає наступне:
- Amine Precursor Uptake (англ.) — через поглинання попередників амінів, включаючи 5-гідрокситриптофан (5-HTP) та дигідроксифенілаланін (DOPA).[3]
- Decarboxylase — через високий вміст ферменту декарбоксилази (перетворює попередники амінів на аміни).

## Клітини системи APUD
1. Аденогіпофіз
2. Нейрони гіпоталамуса

1. Головні клітини паращитоподібної залози
2. Клітини мозкової речовини надниркових залоз
3. Гломусні клітини в каротидному тільці
4. Меланоцити шкіри
5. Клітини шишкоподібної залози
6. Клітини нирок, що виробляють ренін